# 長谷部光泰
長谷部 光泰（はせべ みつやす、1963年3月 - ）は、日本の植物学者、理学博士である。2025年現在、基礎生物学研究所教授および総合研究大学院大学教授を兼任している。2020年から2023年まで基礎生物学研究所の副所長を務めた。現、日本植物学会会長。
植物の分子機構およびその進化の解明を明らかにする研究を行っている。植物細胞生物学、植物発生学、植物進化学などの幅広い領域で活躍している多くの研究者を育成した。さらに、最新の知見を講義や講演することで若手研究者の育成に励んだだけでなく、ホームページや教科書などによって一般向けにも広く伝えている。

## 研究内容
主な研究テーマは、モデル植物であるヒメツリガネゴケを用いた、陸上植物の形態進化の根幹となった細胞分裂方向決定と幹細胞形成の解明および、食虫植物およびオジギソウを用いた、植物の運動や新奇形態形成についての解明である。小葉植物イヌカタヒバと蘚類ヒメツリガネゴケのゲノム解読を行い、発生様式がどのような遺伝的基盤に基づいているかを明らかにし、陸上植物の体制進化の解明を目指している。ヒメツリガネゴケを用いて、分化細胞が幹細胞に脱分化する分子機構の進化の研究も行っている。また、昆虫の食草転換や、食虫植物の形態や消化酵素などの複合的な新規形質を引き起こす遺伝的基盤の研究も行っている。
大学院では植物からDNAをとるのが困難だった時代に、カエデ属やドクウツギ属の分子系統地理、葉緑体ゲノムの遺伝子を用いた裸子植物、グネツム類、シダ類の分子系統解析を行った。このとき示した現生裸子植物の単系統性は当時懐疑的にとらえられ、植物分子系統学の大家であるマーク・チェイスにも批判されたが、現在ではより広汎な領域を用いた複数の手法に基づいた分子系統解析により正しいことが認められている。

## 経歴
1963年、千葉県千葉市に生まれる。小学生のころは、同級生であった鵜澤武俊（現在大阪教育大学教授）宅で食虫植物を観察したことがきっかけで興味を持ち、食虫植物研究会に出入りするようになる。高校でも鵜澤とともに生物研究会を立ち上げ、植物の栽培や観察を行った。現役では東北大学を受験して落ち、浪人して京都大学を受験したが再び落ちて、翌年東京大学に入学する。東京大学理学部植物学教室で植物学を学び、1987年に卒業した。同大学院理学研究科植物学専攻に進学。指導教員は岩槻邦男。1991年に博士課程を中退し、同研究室で東京大学理学部助手（1991年5月 - 1996年10月）を務める。その間の1992年9月に博士（理学）を取得する。また、1993年9月から1995年7月の間はアメリカ合衆国のパデュー大学に赴き、ジョー・アン・バンクスのもとで日本学術振興会 海外特別研究員も併任する。
1996年11月からは岡崎国立共同研究機構の基礎生物学研究所で助教授を務める。2000年7月から同研究所教授に昇進し、総合研究大学院大学の教授も兼任する（ともに現所属）。1998年4月から2021年3月までは文部科学省研究振興局の科学官を務めた。2010年4月から2012年3月は、京都大学理学部の客員教授（兼任）も務めた。2013年4月には名古屋大学遺伝子実験施設の客員教授に就任し、現在も兼任している。2014年4月から2016年3月の間は総合研究大学院大学生命科学研究科の研究科長を、2020年4月から2023年3月までは基礎生物学研究所の副所長を務めた。2015年4月から2021年3月にかけては、科学技術振興機構国際科学技術共同研究推進事業の日本-中国共同研究 研究主幹を務めた。2025年3月2日から第32代日本植物学会会長に就任し、少なくとも2027年度定例代議員会終了まで務める。永年にわたり植物進化学の研究と教育に努め、世界的な研究力強化に貢献したこと、研究者の育成に加え、ホームページや教科書などにより一般向けにも科学普及活動を行ってきたことから、日本の科学リテラシーの向上に貢献したとして、2022年に紫綬褒章を授かった。

### 略歴年表
- 1991年5月 - 1996年10月 東京大学 理学部 助手
- 1993年9月 - 1995年7月 日本学術振興会 海外特別研究員併任
- 1996年11月 - 2000年6月 岡崎国立共同研究機構 基礎生物学研究所 助教授
- 1998年4月 - 2021年3月 文部科学省 研究振興局 科学官
- 2000年7月 - 現在 岡崎国立共同研究機構 基礎生物学研究所 教授[注釈 2]、兼 総合研究大学院大学 生命科学研究科 基礎生物学専攻 教授
- 2005年10月 - 2012年3月 科学技術振興機構 ERATO長谷部分化全能性進化プロジェクト 研究総括
- 2010年4月 - 2012年3月 京都大学 理学部 客員教授
- 2013年4月 - 2016年3月 日本学術振興会 学術システム研究センター 主任研究員
- 2013年4月 - 現在 名古屋大学 遺伝子実験施設 客員教授
- 2014年4月 - 2016年3月 総合研究大学院大学 生命科学研究科 研究科長
- 2015年4月 - 2021年3月 科学技術振興機構 国際科学技術共同研究推進事業 日本-中国共同研究 研究主幹
- 2020年4月 - 2023年3月 自然科学研究機構 基礎生物学研究所 副所長

## 著書
学術論文はここでは示さない。

### 単著・編著
- 長谷部光泰（編著）『進化の謎をゲノムで解く』学研メディカル秀潤社、2015年8月28日。ISBN 978-4780909227。
- 長谷部光泰『陸上植物の形態と進化』裳華房、2020年7月1日。ISBN 978-4785358716。
- 長谷部光泰『食虫植物 多様性と進化』裳華房、2023年11月25日。ISBN 978-4785358761。

### 訳書
- アーネスト M. ギフォード、エイドリアンス S. フォスター『維管束植物の形態と進化 原著第3版』長谷部光泰・鈴木武。植田邦彦（監訳）、文一総合出版、2002年4月10日（原著1988年）。ISBN 4-8299-2160-9。

### 分担執筆
- 長谷部光泰 著「植物形態進化を引き起こした遺伝子進化」、岩槻邦男・加藤雅啓 編『多様性の植物学2 植物の系統』東京大学出版会、2000年2月1日。
- 西山智明、長谷部光泰「遺伝子系統樹の構築法」『植物のゲノム研究プロトコール—最新のゲノム情報とその利用—』佐々木卓治・田畑哲之・島本功（監修）、学研メディカル秀潤社〈細胞工学別冊〉、2001年2月、49-53頁。ISBN 978-4879622327。
- 長谷部光泰、日渡祐二、西山智明 著「遺伝子ターゲティングの容易なヒメツリガネゴケ」、佐々木卓治・田畑哲之・島本功（監修） 編『植物のゲノム研究プロトコール—最新のゲノム情報とその利用—』学研メディカル秀潤社〈細胞工学別冊〉、2001年2月、163-168頁。ISBN 978-4879622327。
- 長谷部光泰 著「ヒメツリガネゴケで植物の発生進化と幹細胞のダイナミズムを探る」、吉川寛・堀寛 編『研究をささえるモデル生物』化学同人、2009年9月1日、156–158頁。ISBN 9784759811780。
- 長谷部光泰 著「植物の智恵に学ぶ」、中村桂子 編『変わる: 生命誌 年刊号Vol.73〜76』新曜社、2012年1月16日、62–85頁。ISBN 978-4788513648。
- 長谷部光泰 著「モウセンゴケ科 食虫植物はどのような遺伝子がどう変わることによって進化したのか」、戸部博・田村実 編『新しい植物分類学I』日本植物分類学会（監修）、講談社、2012年3月27日、99–107頁。ISBN 978-4061534483。
- 長谷部光泰 著「被子植物の分布形成における拡散と分断」、植田邦彦 編『植物地理の自然史—進化のダイナミクスにアプローチする—』北海道大学出版会、2012年8月30日、121–152頁。ISBN 978-4832982055。
- 西山智明、長谷部光泰「非モデル生物におけるNGSを用いたゲノム統合解析」『次世代シークエンサー 目的別アドバンストメソッド』菅野純夫・鈴木穣（監修）、学研メディカル秀潤社〈細胞工学 別冊〉、2012年9月19日、239–248頁。ISBN 978-4780908558。
- 長谷部光泰「生物の進化と系統」『高校生物解説書』町田泰則・岡田清孝・山本興太朗（監修）、講談社、2014年3月27日、82–89頁。ISBN 978-4061538948。
- 長谷部光泰 著「ゲノムから進化の実体を探る」、伊藤昌可・伊藤恵美 編『次世代シーケンサー活用術』林崎良英（監修）、化学同人、2015年2月28日、190頁。ISBN 978-4759815900。
- 柴田朋子、笠原雅弘、重信秀治、西山智明、長谷部光泰 著「1分子シーケンサーを用いた非モデル生物の de novo ゲノム解読」、伊藤昌可・伊藤恵美 編『次世代シーケンサー活用術』林崎良英（監修）、化学同人、2015年2月28日、115–127頁。ISBN 978-4759815900。
- 長谷部光泰 著「植物の陸上進出と多様化」、二河成男 編『生物の進化と多様化の科学』放送大学教育振興会、2017年3月20日、126–144頁。ISBN 978-4595317484。
- 長谷部光泰 著「花の進化：陸上植物の生殖器官の進化」、二河成男 編『生物の進化と多様化の科学』放送大学教育振興会、2017年3月20日、145–161頁。ISBN 978-4595317484。

### 監修
- 『植物の進化—基本原理からモデル生物を活用した比較・進化ゲノム学まで—』清水健太郎・長谷部光泰（監修）、学研メディカル秀潤社〈別冊　植物細胞工学シリーズ23〉、2007年3月1日。ISBN 978-4879623539。
- 石井龍一・竹中明夫・土橋豊・岩槻邦男・矢原徹一・長谷部光泰・和田正三 編『植物の百科事典』朝倉書店、2009年4月1日。ISBN 978-4254171372。
- 木谷美咲『食虫植物のわな』横山拓彦 (イラスト)；長谷部光泰・西田治文 (監修)、偕成社、2019年11月28日。ISBN 978-4034378601。
- 『技あり！モーレツ植物ずかん：1巻 食虫する系・取引する系』長谷部光泰（監修）、すずき出版、2024年1月。ISBN 9784790234289。
- 『技あり！モーレツ植物ずかん：2巻 ドクをつくる系・トゲをはやす系』長谷部光泰（監修）、すずき出版、2024年3月。ISBN 9784790234296。
- 『技あり！モーレツ植物ずかん：3巻 植物にパラサイトする系・菌にパラサイトする系』長谷部光泰（監修）、すずき出版、2024年3月。ISBN 9784790234302。

## 受賞歴
- 1997年 日本植物学会 奨励賞
- 2001年 日本進化学会 研究奨励賞
- 2005年 日本学術振興会 日本学術振興会賞
- 2005年 日本学士院 日本学士院学術奨励賞
- 2008年 日本植物学会 第5回学術賞（多様性生物学における細胞生物学、発生生物学、ゲノム生物学の融合と新展開）
- 2011年 映像文化製作者連盟 映像文化製作者連盟アワード2011 ソーシャルコミュニケーション部門 部門優秀賞（サイエンスフロンティア21 驚異の再生力の謎に挑む ERATO長谷部分化全能性進化プロジェクト）
- 2012年 映像文化製作者連盟 第53回科学技術映像祭 研究開発部門 文部科学大臣賞（サイエンスフロンティア21 驚異の再生力の謎に挑む ERATO長谷部分化全能性進化プロジェクト）
- 2013年 米国植物学会 The Janette Siron Pelton Award（ペルトン賞）
- 2016年 日本進化学会 学会賞
- 2016年 公益信託 進化学振興木村資生基金 木村資生記念学術賞
- 2019年 International Molecular Moss Science Society Golden Spore Award（国際分子コケ学会黄金胞子賞）
- 2020年 紫綬褒章
- 2023年 日本植物分類学会 学会賞